# Tabacine (Tabacine), Djankoi
Tabacine (în ucraineană Табачне) este localitatea de reședință a comunei Tabacine din raionul Djankoi, Republica Autonomă Crimeea, Ucraina.

## Demografie
Componența lingvistică a localității Tabacine
     Rusă (68,73%)
     Tătară crimeeană (19,06%)
     Ucraineană (11,16%)
     Alte limbi (0,8%)
Conform recensământului din 2001, majoritatea populației localității Tabacine era vorbitoare de rusă (68,73%), existând în minoritate și vorbitori de tătară crimeeană (19,06%) și ucraineană (11,16%).